# Rotachtal
Das FFH-Gebiet Rotachtal liegt im Nordosten von Baden-Württemberg und ist Bestandteil des europäischen Schutzgebietsnetzes Natura 2000. Es wurde 2005 angemeldet und mit Verordnung des Regierungspräsidiums Stuttgart zur Festlegung der Gebiete von gemeinschaftlicher Bedeutung vom 30. Oktober 2018 (in Kraft getreten am 11. Januar 2019) ausgewiesen.

## Lage
Das rund 518 ha große Schutzgebiet Rotachtal liegt in den Naturräumen Östliches Albvorland und Mittelfränkisches Becken. Die Gemeinden Kreßberg und Fichtenau im Landkreis Schwäbisch Hall und die Gemeinden Ellenberg, Stödtlen, Tannhausen, Unterschneidheim und Wört im Ostalbkreis im haben Anteile am FFH-Gebiet.

## Beschreibung
Das Gebiet hat eine Nord-Süd-Ausdehnung von ca. 20 km und setzt sich aus zahlreichen Teilgebieten zusammen.
Der Landschaftscharakter des Schutzgebiets wird im Wesentlichen durch die das Muldental der Rotach und zahlreiche Weiher und Teiche bestimmt. Die Kleingewässer sind häufig von Röhrichtbeständen und Seggenrieden umgeben. Weitere landschaftsprägende Vegetationsformen sind Nadelforste sowie artenreiche Wiesen.

## Schutzzweck

### Lebensraumtypen
Folgende Lebensraumtypen nach Anhang I der FFH-Richtlinie kommen im Gebiet vor:
| EU Code | * | Lebensraumtyp (offizielle Bezeichnung)                                                                              | Kurzbezeichnung                                       |
| ------- | - | --- | ----------------------------------------------------- |
| 3130    |   | Oligo- bis mesotrophe stehende Gewässer mit Vegetation der Littorelletea uniflorae und/oder der Isoëto-Nanojuncetea | Nährstoffarme bis mäßig nährstoffreiche Stillgewässer |
| 3150    |   | Natürliche eutrophe Seen mit einer Vegetation des Magnopotamions oder Hydrocharitions                               | Natürliche nährstoffreiche Seen                       |
| 3260    |   | Flüsse der planaren bis montanen Stufe mit Vegetation des Ranunculion fluitantis und des Callitricho-Batrachion     | Fließgewässer mit flutender Wasservegetation          |
| 5130    |   | Formationen von Juniperus communis auf Kalkheiden und -rasen                                                        | Wacholderheiden                                       |
| 6230    | * | Artenreiche montane Borstgrasrasen (und submontan auf dem europäischen Festland) auf Silikatböden                   | Artenreiche Borstgrasrasen                            |
| 6410    |   | Pfeifengraswiesen auf kalkreichem Boden, torfigen und tonig-schluffigen Böden (Molinion caeruleae)                  | Pfeifengraswiesen                                     |
| 6430    |   | Feuchte Hochstaudenfluren der planaren und montanen bis alpinen Stufe                                               | Feuchte Hochstaudenfluren                             |
| 6510    |   | Magere Flachland-Mähwiesen (Alopecurus pratensis, Sanguisorba officinalis)                                          | Magere Flachland-Mähwiesen                            |
| 7140    |   | Übergangs- und Schwingrasenmoore                                                                                    | Übergangs- und Schwingrasenmoore                      |
| 7230    |   | Kalkreiche Niedermoore                                                                                              | Kalkreiche Niedermoore                                |
| 91E0    | * | Auen-Wälder mit Alnus glutinosa und Fraxinus excelsior (Alno-Padion, Alnion incanae, Salicion albae)                | Auenwälder mit Erle, Esche, Weide                     |
| 9410    |   | Montane bis alpine bodensaure Fichtenwälder (Vaccinio-Piceetea)                                                     | Bodensaure Nadelwälder                                |

### Arteninventar
Folgende Arten von gemeinschaftlichem Interesse kommen im Gebiet vor:
| Bild                               | EU Code | * | Art                                 | wissenschaftlicher Name  | Artengruppe    |
| ---------------------------------- | ------- | - | ----------------------------------- | ------------------------ | -------------- |
| Dukler Wiesenknopf-Ameisenbläuling | 1061    |   | Dunkler Wiesenknopf-Ameisenbläuling | Maculinea nausithous     | Schmetterlinge |
| Biber                              | 1337    |   | Biber                               | Castor fiber             | Säugetiere     |
| Firnisglänzendes Sichelmoos        | 1381    |   | Firnisglänzendes Sichelmoos         | Drepanocladus vernicosus | Moose          |

### Zusammenhängende Schutzgebiete
Folgende Naturschutzgebiete sind Bestandteil des FFH-Gebiets:
- Weiherkette beim Spitalhof
- Auweiher (Rotach)
- Birkenweiher mit Ober- und Unterholzweiher
- Breitweiher mit Hilsenweiher